# Бану, Грейс
Грейс Бану (англ. Grace Banu) — транс-активистка, из Индии принадлежащая к касте неприкасаемых. Она стала первым трансгендером, которая поступила в инженерный колледж в штате Тамилнад. С 2014 года она учится в Инженерном колледже Шри Кришны.

## Детство
Бану родилась и выросла в округе Тутикорин в штате Тамилнад.
Из-за того что она неприкасаемая, с ранних школьных лет ей не разрешали посещать школу в обычные часы с 9:30 до 16:00.
Ей сказали, что для того, чтобы посещать школу, она должна была согласиться приходить в школу в 10 часов утра, после всех остальных учеников и уходить в 15:30, до того как остальные закончат свои занятия. Другим ученикам сказали, что они будут наказаны, если будут взаимодействовать с ней. Такой тип неприкасаемости, основанный на её касте и на гендерной идентичности, заставил её попытаться покончить жизнь самоубийством и отказаться от идеи окончить школу. Семья Бану отвергла её в 2008 году, когда она рассказала им о своей гендерной идентичности.
Несмотря на финансовые трудности и дискриминацию со стороны одноклассников и учителей, Бану получила диплом в области компьютерных технологий.
Она была первым трансгендером, поступившим в инженерный колледж в штате Тамилнад. Бану изо всех сил пыталась остаться в колледже, отчасти потому, что в то время она не получала никакой поддержки от своей семьи. В ответ на призыв о помощи местный бизнесмен запустил онлайн-кампанию по сбору средств для помощи ей. Её приемная дочь, Тарика Бану является первым трансгендером, посещающим среднюю школу в Индии.

## Карьера
После получения диплома с отличием, Бану была выбрана для работы в компании по разработке программного обеспечения. Она работала программистом, пока не уволилась из-за дискриминации.
Она пыталась узнать разрешает ли Университет Анны обучаться у себя трансгендерным людям. Узнав, что они этого не делают, она все равно попробовала поступить в этом университет и в итоге была зачислена в частный Инженерный колледж Шри Кришны.

## Правозащитная деятельность
Бану считает, что в конечном итоге квоты, выделенные места для членов различных групп, являются ключом к росту числа трансгендеров. «Никакое количество временных правительственных и неправительственных схем не может иметь трансгенерационное воздействие, которое могут оказать квоты. Резервирование — единственный путь». Она защищает права далитов и транссексуалов, требуя введение квот на основании гендерной идентичности и касты.
Бану настаивает на том, что интерсекциональность этих притеснений имеет важное значение. Она считает, что далиты могут быть трансфобными, и что трансгендерное сообщество воспроизводит структуры кастовых привилегий. Она говорит, что трансгендеры из высшей касты несут брахманизм в трансгендерные культурные, общественные и организационные пространства. Несмотря на давление, трансгендерные женщины из высшей касты доминируют на всех руководящих должностях и определяют потребности всего сообщества. По её словам отрицание наличия каст внутри трансгендерного сообщества похоже на «сокрытие целой тыквы в тарелке риса».

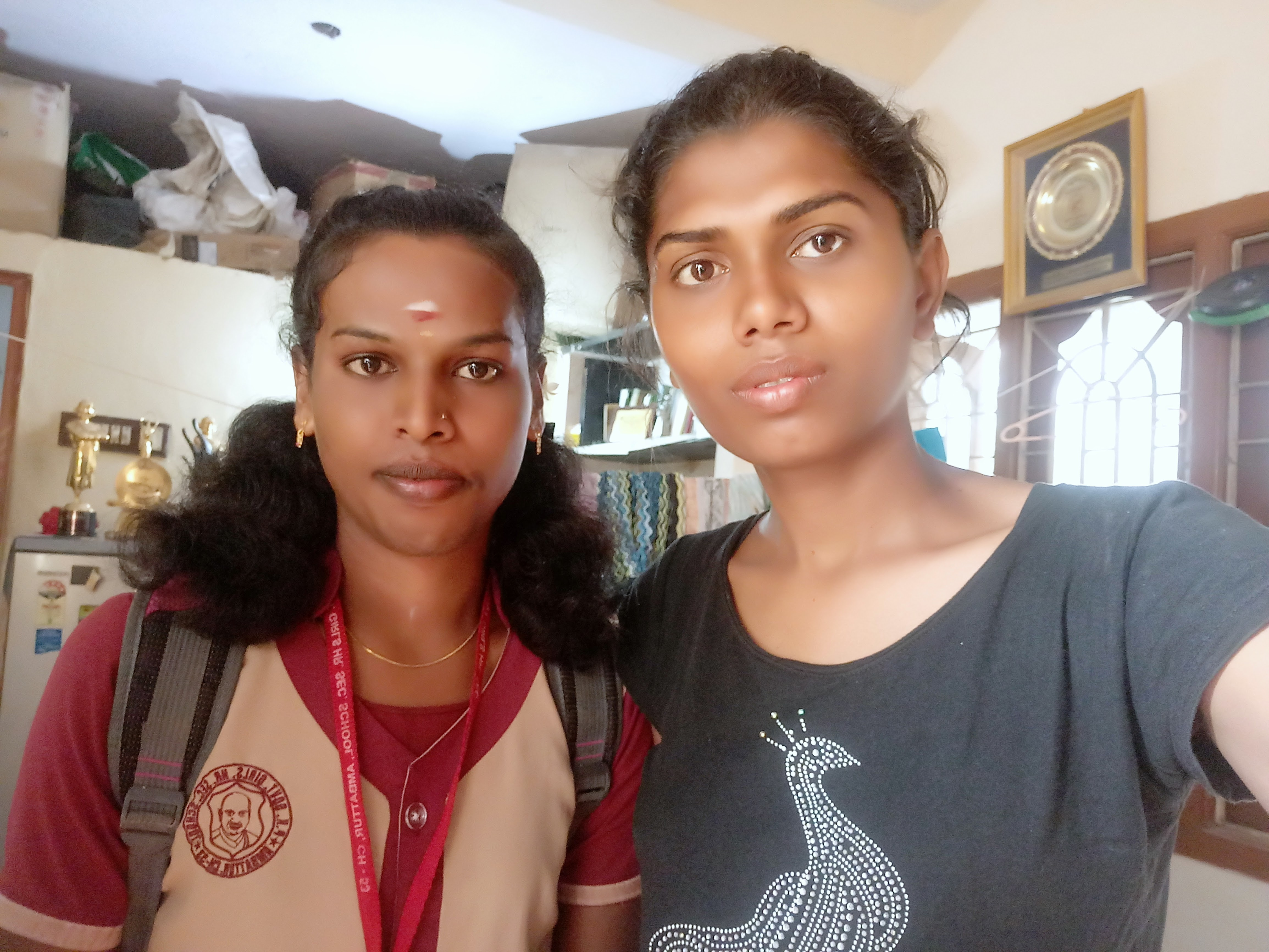
Тарика Бану с Грейс Бану во время обучения в школе

Бану активно высказывала опасения и ставила под сомнение причины смерти другой транс-женщины по имени Тара, которая сгорела в Ченнаи.

## Тарика Бану
Тарика Бану (англ. Tharika Banu) — первый зарегистрированный трансгендер, который завершил своё среднее образование в штате Тамилнад. Ей было отказано в зачислении в колледж, но её приемная мать и транс-активистка Грейс Бану подала иск в Высший суд Мадраса, чтобы оспорить такое решение.
Тарика родилась в округе Тутикорин. Там она училась до 11 класса в государственной школе. Её родители отказались принять её, когда узнали, что она трансгендерная женщина. После этого издевательства, которым она подвергалась в школе, стали невыносимыми. В 2013 году Тарика сбежала из своего дома в округе Тутукуди, где не чувствовала себя комфортно. Она переехала в Ченнаи, где была законно усыновлена транс-активисткой Грейс Бану. Грейс помогла ей получить официальное удостоверение личности, смену имени и операцию по смене пола и дала возможность Тарике закончить свое образование.